# Jordi Capell i Casaramona
Jordi Capell Casaramona (nascut el 24 de desembre de 1925 a Barcelona) arquitecte i comptador del Col·legi d'Arquitectes de Catalunya.